# Chino XL
Chino XL, född Derek Barbosa den 8 april 1974 i Bronx i New York, död 28 juli 2024 i East Orange, New Jersey, var en amerikansk rappare som mest var känd för sina avancerade texter. Han använde många liknelser och metaforer i sina låtar. Vid sidan om musiken hade Chino en karriär som skådespelare, med roller i ett flertal filmer och gästframträdanden i serierna Reno 911! och CSI: Miami.

## Diskografi

### Album
- Here to Save You All - 9 april, 1996
- I Told You So - 21 augusti, 2001
- Poison Pen - 21 mars, 2006
- The Warning: Hosted by King Tech (Mixtape) - 2007
- Chino XL & Playalitical "Something Sacred" - 15 januari, 2008
- Ricanstruction: The Black Rosary - 25 september 2012